# Belsito (Misterbianco)
Belsito (Bessìtu in dialetto catanese) è una frazione di Misterbianco, comune italiano della Città metropolitana di Catania.

## Geografia fisica
Belsito è situata nella parte nordorientale del territorio comunale di Misterbianco, di cui è frazione, e dista circa 4 km dal centro. Confina a nord-est con il quartiere Misericordia di Catania, ad est e a sud con i quartieri catanesi di Trappeto e San Nullo, ad ovest con le frazioni misterbianchesi di Lineri e Madonna degli Ammalati, a Nord con le altre frazioni di Poggio del Lupo e Serra. 
Con i suoi quasi 8.000 abitanti è la più popolosa delle frazioni di Misterbianco.

## Storia
Il popolamento della contrada misterbianchese di Belsito, si verificò a partire dagli anni settanta del XX secolo, e fu dovuto ad una disordinata espansione urbanistica che interessò all'epoca ampie zone di Misterbianco, che in assenza di un Piano regolatore generale comunale favorì il fenomeno dell'abusivismo edilizio, dando così origine a nuovi centri abitati periferici, poi divenute frazioni, tra cui la stessa Belsito.
Il problema dell'abusivismo edilizio a Belsito fu nel complesso più contenuto rispetto alle altre frazioni di Misterbianco, e nei decenni successivi la costruzione di nuovi edifici ad uso residenziale venne regolamentata. Lo sviluppo demografico della zona fu dovuto interamente all'imponente afflusso di famiglie provenienti da Catania.

## Cultura

### Istruzione
Nella frazione sorge un istituto scolastico di istruzione primaria.

## Monumenti e luoghi d'interesse
Nella parte interna della frazione, in Via delle Viole, sorge un luogo di culto cattolico, la Chiesa di San Massimiliano Kolbe, sorta come parrocchia improvvisata in un garage nel 1984, poi ampliata ed ufficialmente eretta nel 2003. Il presbitero polacco a cui la chiesa è intitolata, morto nel campo di concentramento di Auschwitz nel 1941, e canonizzato nel 1982, è il patrono di Belsito e le festività in suo onore si svolgono annualmente la seconda domenica di ottobre.

## Economia
Per la sua caratteristica di borgata residenziale, a Belsito sono presenti attività commerciali.

## Infrastrutture e trasporti
Per la sua posizione di confine con il territorio di Catania, Belsito è servita dai mezzi pubblici dell'AMT che transitano sulla Via Galermo e la Via Sebastiano Catania, e cioè dagli autobus delle linee 449, 726, 733. È inoltre servita da un servizio gratuito di minibus di linea urbana che la collega con il centro di Misterbianco, offerto dal comune etneo ai cittadini.
Nonostante nell'aprile 2017 si parlò dell'attivazione di un servizio di bus-navetta della Ferrovia Circumetnea che collegasse la frazione con le stazioni di Nesima e di San Nullo della Metropolitana di Catania, di fatto tale servizio non è stato attivato.